# Robert Cambert
Robert Cambert (París, 1628 - Londres, 1677, es creu que fou assassinat pel seu servent), fou un compositor francès, que es pot considerar el creador de l'òpera francesa.
Deixeble de Chambonnières, durant algun temps fou organista de l'església de Saint Honoré, i després d'intendent de música de la reina mare Anna. Desitjant emular als compositors italians, que mercès a la protecció del cardenal Mazzarino eren els predilectes de la cort, posà en un música un llibret de Perrin titulat La Pastorale, que s'estrenà amb molt d'èxit en el castell d'Issy el 1659; aquesta li seguí el 1661 Arianne ou le mariage de Bacchus, i a aquesta, Adonis (1663).
El 1669 es confià a Perrin la direcció de l'Académia royale de musique amb l'encàrrec de dirigir les representacions d'òpera; Perrin associà en el seu encàrrec a Cambert, que el 1671 va compondre la notable òpera Pomone, a la que seguí, al cap de breu termini, Les peines et les plaisirs de l'amour, però havent-se transferit sorprenentment a Lully el càrrec confiat a Perrin i Cambert, aquest es contrarià i emigrà a Londres, on fou nomenat mestre de capella de Carles II d'Anglaterra.
A banda de les obres citades, publicà Chansons à boire (París, 1665), i La Muette ingrate, escena musical a tres veus.